# مجزرة عائلة البرش
مجزرة عائلة البرش (2 يونيو 2025) هي مجزرة ارتكبها سلاح جوّ الإحتلال الإسرائيلي يوم الاثنين الموافق 2 يونيو 2025. حينما استهدفت غارة جوية إسرائيلية منزلاً لعائلة البرش في منطقة جباليا شمال قطاع غزة، ما تسبب في استشهاد 16 من أفراد العائلة والجيران، فيما أصيب عدد أخر.

## خلفية الحدث
في ساعاتِ الصباح الأولى من يوم السابع من أكتوبر 2023 أطلقت حركة المقاومة الإسلامية حماس عبر ذراعها العسكري كتائب الشهيد عز الدين القسام عملية طوفان الأقصى وذلك ردًا على الاعتداءات الإسرائيلية وتدنيس الأقصى والاستمرار في الاستيطان كما أكّد على ذلك محمد الضيف القائد العام للقسّام والذي أعطى إشارة انطلاق العمليّة التي شهدت اقتحامًا من المقاومين لمستوطنات غلاف غزة ونجحوا في قتلِ عدد كبيرٍ من الجنود الإسرائيلين، وأسر عشرات آخرين كما استطاعوا خلال ساعات قطع عشرات الكيلومترات ووصلوا لمستوطنات أبعد من تلك المحيطة والقريبة من قطاع غزة.
استمرَّت الاشتباكات بين الجيش الإسرائيلي وبين المقاومين في عديد من المستوطنات وعلى رأسها مستوطنة سديروت. الرد الإسرائيلي على هذه العمليّة جاء من خلال شنّ سلاح الجو الإسرائيلي عشرات الغارات العشوائيّة على القطاع متسبّبة في مقتل عشرات المدنيين وتدمير البنية التحتية لمدن القطاع، ليصل حد فرض إغلاق شامل وقطع متعمد لكل الخدمات من ماء وكهرباء وغاز، وهو ما هدَّد حياة أكثر من مليونَي فلسطيني يعيشُ داخل القطاع الذي يُعاني أصلًا من تبعات الحصار الخانق عليهم منذ ستة عشر عاماً.

## المجزرة
منذ بدء الحرب الفلسطينية الإسرائيلية 2023، قام سلاح الجو الإسرائيلي بقصف العديد من المنازل المدنية وارتكاب العديد من المجازر بحق المدنيين، ومن بينهم مجزرة عائلة البرش، ما أدى إلى استشهاد 16 فرد من أفراد العائلة والجيران.

## الضحايا
1. معاذ عطا البرش.
2. سمية محمد البرش.
3. ياسمين إبراهيم البرش.
4. مريم إبراهيم البرش.
5. صهيب عبد الرحمن حمدية.
6. ريما عبد الرحمن حمدية.
7. رهف عبد الرحمن حمدية.
8. أحمد عبد الله حمدية.
9. إبراهيم محمد حمدية.
10. عادل محمد حمدية.
11. فاطمة محمد حمدية.
12. هديل طه حمدية.
13. شيماء طه حمدية.
14. نسيبة أحمد حمدية.